# Nafud

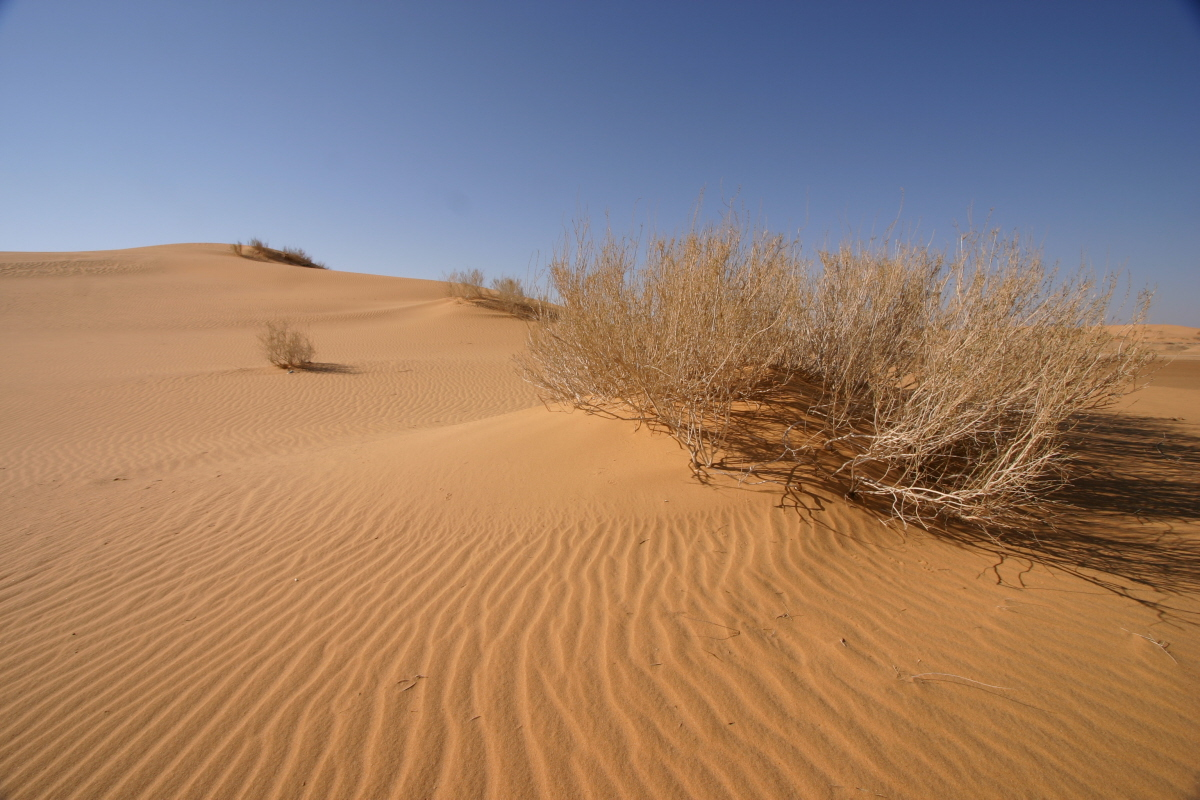
Nafud.

Nafud (Röda öknen) är en sandöken i norra Saudiarabien, i mitten av Arabiska halvöns norra del. Öknen täcker en yta om 65 000 km² och är belägen cirka 900 m ö.h. Den består av dyner som breder ut sig i en nordväst-sydostlig riktning.
Mot sydost utsänder den ett smalt sandbälte, Dahnaöknen, vilken är en smal 80 kilometer bred och 1 290 kilometer lång korridor som förenar Nafud med den stora öknen Rub al-Khali. Temperaturen i öknen kan under somrarna nå uppemot 50 °C. Regn faller en till två gånger om året. Sandstormar är mycket vanligt förekommande. Under en lång till har Nafud utgjort ett hinder för kommunikation i området, men trots detta medför ett antal spridda grundvattenkällor att viss nomadiserande boskapsskötsel kan bedrivas. I låglandsområdena i närheten av bergen i Hijaz finns oaser med jordbruk.